# Шплінт

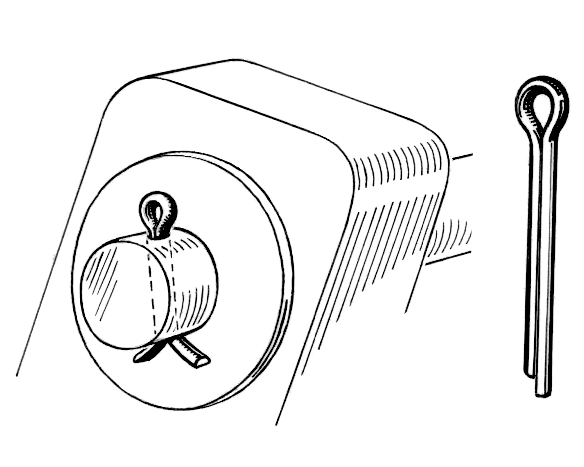
Використання шплінта для захисту осі від самовільного висування

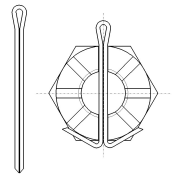
Захист гайки від самовільного відгвинчування

Шплінт, у 1920-х роках також запропоновано термін заволі́чка (нім. Splint, англ. split pin, cotter pin) — кріпильний елемент у вигляді невеликого дротяного стержня, зігнутого навпіл, що запобігає самовідгвинчуванню корончастих і прорізних гайок, а також спаданню розташованих на гладких валах чи осях деталей.

## Матеріали виготовлення
Виготовляють шплінти з низьковуглецевих сталей, корозієстійкої сталі або сплавів кольорових металів. За необхідності можуть мати покриття товщиною від 6 до 12 мкм.

## Умовне позначення шплінта
Вказують: назву, умовний діаметр шплінта, позначення марки матеріалу, виду покриття, товщину покриття і позначення стандарту.
Приклади умовних позначень шплінтів:
1. Шплінт з умовним діаметром 4 мм, довжиною 32 мм з низьковуглецевої сталі, без покриття:

Шплінт 4×32 ГОСТ 397-79
2. Те саме з латуні Л63 з покриттям 03 товщиною 9 мкм:
Шплінт 4×32.3.039 ГОСТ 397-79